# Czołówka (film)

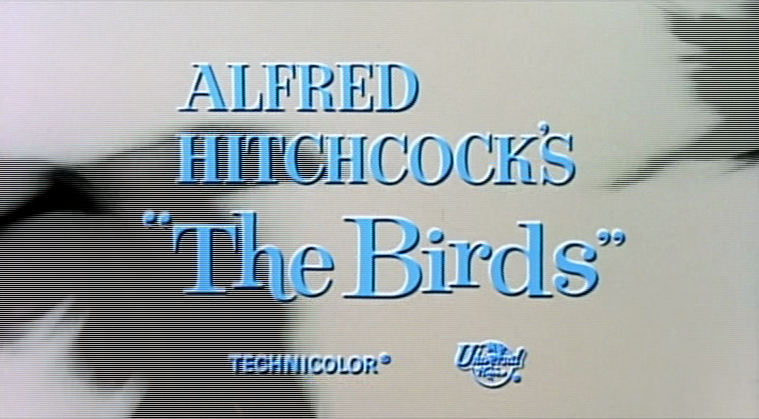
Czołówka z filmu Ptaki (1963)

Czołówka – początkowa sekwencja filmu, prezentująca logotypy producenckie i napisy wstępne (tytuł obrazu, nazwiska najważniejszych twórców: reżysera, scenarzysty, operatora, głównych aktorów, producenta) lub piosenkę otwierającą film (najczęściej animowany). Natomiast końcowa sekwencja z napisami zwana jest „tyłówką”.

## Czołówka i tyłówka w anime
W serialach anime zarówno czołówka jak i tyłówka (wśród fanów przyjęte jest bardziej używanie angielskich nazw opening i ending) są znormalizowane. W typowym, około 20 minutowym odcinku, trwają 1 minutę i 30 sekund każda. Animacja użyta podczas tych sekwencji jest specjalnie przygotowywana na ich potrzeby. Wiele piosenek użytych jako podkład podczas czołówek i tyłówek zostaje potem w Japonii hitami. Wiele z nich ma także swoją premierę podczas wyświetlania odcinka. Zazwyczaj u dołu ekranu wyświetlany jest tekst piosenki, a napisy z nazwiskami twórców wyświetlane podczas tych sekwencji, zasłaniają znacznie mniej obrazu, niż te znane nam z rodzimych, czy zachodnich produkcji. W wydaniach seriali na DVD oraz Blu-ray, można znaleźć je czyste, bez napisów. W seriach trwających dłużej niż jeden sezon opening i ending zostają zmieniane, przy czym zazwyczaj na okres 1 openingu przypadają 2 endingi.
Czołówka jest zwykle wyświetlana na początku odcinka, jeszcze przed właściwą treścią, lub już w trakcie trwania właściwej treści odcinka, zwykle po 1-3 minuta. Czasem zdarza się, że moment ten jest opóźniany do połowy odcinka, a nawet jeszcze bardziej.
Tyłówka niemal zawsze jest na koniec odcinka, po niej następuje kilku sekundowa zapowiedź następnego odcinka. Rzadkie są przypadki gdy pomiędzy zapowiedzią a tyłówką wyświetlane jest kilkanaście, kilkadziesiąt sekund treści właściwej odcinka.
W zdubbingowanych wersjach anime, japońskie czołówki są często usuwane i zastępowane krótszymi, często zbudowanymi z animacji treści właściwej pierwszych odcinków serii oraz nie używające japońskich piosenek (przykładem może być seria Pokémon).